# 李岑生
李岑生（1934年12月10日—），是一名游泳運動員，主攻蛙式項目。他來自於北京，後來抵達台灣。1958年，於東京舉辦的1958年亞洲運動會游泳比賽男子100公尺蛙式項目以1分17秒1的成績獲得銀牌，並與林敏善、孫克勤、高嘉弘共同奪下男子4×200公尺自由式接力銅牌。隨後的奧運會選拔中雖未達標，但因成績優異而破格入選參加1960年夏季奧林匹克運動會，成為該屆唯一游泳代表，最終則以2分52秒8完成男子200公尺蛙式比賽，未能晉級準決賽。